# البيات الشتوي (فلم 1987)
البيات الشتوي هو فيلمٌ مصريٌ أُنتج عام 1987.

## قصة الفيلم
فريق من مهندسي النفط يتقدمهم المهندس الطموح عصمت (عبد الله محمود) يسعون لاكتشاف النفط في قرية مصرية. لكن مجرد ظهور الإشارات بوجود النفط في أرض القرية، يظهر لدى الفلاحين ميل للكسل وترك الزراعة! في المقابل هناك من يعرقل هدف المهندس عصمت لتطوير المنطقة.

## وصلات خارجية
- مقالات تستعمل روابط فنية بلا صلة مع ويكي بيانات
- البيات الشتوي على موقع كاروهات